# Laurent-veelterm
In de ringtheorie, een deelgebied van de wiskunde, is een laurent-veelterm een functie in één variabele over een lichaam {\displaystyle \mathbb {F} }. Een laurent-veelterm is een lineaire combinatie van een eindig aantal positieve en negatieve machten van deze variabele met coëfficiënten in {\displaystyle \mathbb {F} }, te vergelijken met de coëfficiënten van een polynoom. Laurent-veeltermen in {\displaystyle X} vormen een ring die wordt aangeduid door {\displaystyle \mathbb {F} [X,X^{-1}]}. Ze zijn naar Pierre Alphonse Laurent genoemd, een Franse wiskundige, die het bekendst is als de ontdekker van de laurentreeks. 
Een laurent-veelterm kent slechts een eindig aantal ringelementen ring {\displaystyle a_{k}} zijn ongelijk aan 0 zijn. Een laurent-veelterm kan dus als een laurentreeks worden opgevat waar slechts een eindig aantal coëfficiënten van 0 verschillen.

## Definitie
Een laurent-veelterm met coëfficienten in een lichaam {\displaystyle \mathbb {F} } is een uitdrukking van de vorm 
{\displaystyle f(X)=\sum _{i}p_{i}X^{i},\quad p_{i}\in \mathbb {F} }
waarin {\displaystyle X} een formele variabele is. De sommatie-index {\displaystyle i} is een geheel getal dat in tegenstelling tot bij polynomen ook negatief mag zijn. Slechts een eindig aantal coëfficiënten {\displaystyle p_{i}} zijn ongelijk aan nul. 
Twee laurent-veeltermen zijn gelijk aan elkaar als de coëfficiënten aan elkaar gelijk zijn. Dergelijke uitdrukkingen kunnen worden opgeteld, vermenigvuldigd en naar dezelfde vorm worden teruggebracht door soortgelijke termen te elimineren. De formules voor optellen en vermenigvuldigen van laurent-polynomen zijn exact dezelfde als die voor normale polynomen, met als enige verschil dat zowel positieve als negatieve machten van {\displaystyle X} aanwezig kunnen zijn:
{\displaystyle \left(\sum _{i}a_{i}X^{i}\right)+\left(\sum _{i}b_{i}X^{i}\right)=\sum _{i}(a_{i}+b_{i})X^{i}}
en
{\displaystyle \left(\sum _{i}a_{i}X^{i}\right)\cdot \left(\sum _{j}b_{j}X^{j}\right)=\sum _{k}\left(\sum _{i,j:i+j=k}a_{i}b_{j}\right)X^{k}.}
Aangezien slechts een eindig aantal coëfficiënten {\displaystyle a_{i}} en {\displaystyle b_{j}} ongelijk aan nul zijn, bestaan alle sommen maar uit een eindig aantal termen. Zij representeren dus laurent-veeltermen.